# Open Book Publishers
Open Book Publishers (OBP) è una casa editrice britannica di libri accademici consultabili in modalità Open Access.
È un'impresa sociale senza scopo di lucro sede nel Regno Unito, e una società di interesse comunitario (community interest company, CIC) di diritto anglosassone, che promuove l'accesso aperto a monografie accademiche integrali, edizioni critiche e libri di testo nelle discipline umanistiche, nelle scienze sociali, nella matematica e nelle altre scienze.
Tutti i libri pubblicati da OBP sono sottoposti a revisione paritaria e sono disponibili gratuitamente in formato PDF o XTML sia dal sito di Open book Publishers che dalle seguenti piattaforme: Google Books, Worldreader, OpenEdition, DOAB, The European Library e Europeana. Alcuni titoli sono pubblicati da Wikiversità, in un formato aperto e editabile. Gli utenti dei Paesi in via di sviluppo possono accedere ai contenuti di Open Book Publishers tramite il sito di Worldreader, muniti di un lettore di ebook e di una connessione 2G.

## Storia
Fondata nel 2008 da Rupert Gatti e Alessandra Tosi, entrambi professori dell'Università di Cambridge, l'anno seguente William St Clair, storico e ricercatore dell'Institute of English Studies, entrò a far parte di Open Book Publishers. Negli anni 2000, il sito è divenuto il maggior editore accademico di monografie ad accesso aperto nel Regno Unito, con un catalogo limitato a 77 titoli. I lettori possono procurarsi una copia cartacea, che viene stampata su richiesta.

## Finanziamento
Le pubblicazioni sono rilasciate con licenza Creative Commons. La Open Book Publishers si autofinanzia secondo le seguenti modalità:
1. Proventi di vendita: unitamente alle edizioni gratuite, l'editore solitamente commercializza cinque tipologie di edizioni (cartacea, tascabile, epub, mobi e un pdf migliorato). Queste edizioni sono vendute tramite il sito Web e Amazon;
2. Contributi alla pubblicazione: sebbene OBP non imponga una tassa di pubblicazione obbligatoria agli autori, tuttavia incoraggia gli autori a richiedere un contributo ai lettori o a terze fonti, per compensare i costi di pubblicazione;
3. Piani di abbonamento per le biblioteche: le biblioteche associate pagano una quota annuale di iscrizione (dell'ordine di alcune centinaia di sterline), che offre alcuni servizi a valore aggiunto a favore della comunità;
4. Donazioni di importo libero, eventualmente vincolate a specifici progetti.[6]

Nel 2012, OBP ha per la prima volta utilizzato un servizio di crowdsourcing, promuovendo una campagna di raccolta fondi sul sito Unglue.it, per ripubblicare un libro di Ruth Finnegan che era ormai fuori commercio.
Il processo di revisione paritaria tiene conto del valore accademico e della rilevanza per il pubblico di lettori dei titoli presi in esame.

Essendo un'organizzazione no-profit, gli eventuali attivi di bilancio vengono destinati a finanziare la pubblicazione da parte degli autori meno abbienti.